# Wybory parlamentarne w Mongolii w 1960 roku
Wybory parlamentarne odbyły się w Mongolii 19 czerwca 1960 roku. W tym czasie kraj był państwem jednopartyjnym, rządzonym przez Mongolską Partię Ludową. MPL zdobyło 207 z 267 miejsc, a pozostałe 60 miejsc zajęli bezpartyjni kandydaci, którzy zostali wybrani przez MPL, ze względu na ich status społeczny. Frekwencja wynosiła 100%, a tylko 83 głosujących nie oddało głosu.

## Wyniki
| Partia      | Przywódca            | Lista zajętych miejsc | +/- |
| ----------- | -------------------- | --------------------- | --- |
| MPL         | Jumdżaagijn Cedenbal | 207                   | +29 |
| bezpartyjni | brak                 | 60                    | +5  |